# Třída Yoon Youngha
Třída Yoon Youngha je třída raketových a hlídkových lodí námořnictva Korejské republiky. Lokální označení třídy jsou future patrol killer (PKX) a guided-missile patrol killer (PKG). Plánována je stavba dvou variant rychlých hlídkových lodí. Tato třída (PKG-A, nebo též PKX-A) je větší, dosahuje výtlaku téměř 500 tun a má převzít část úkolů plněných korvetami třídy Pchohang. Ve službě je doplní menší rychlé hlídkové čluny třídy Chamsuri 211 (PKG-B, nebo PKX-B). Ty mají výtlak cca 200 tun a nahradí plavidla třídy Chamsuri.

## Stavba
Vývoj této třídy začal v roce 2003 pod označením Future Patrol Killer (PKX – Patrol Killer Experimental). Podnětem k němu se stalo střetnutí s Severokorejským námořnictvem, jehož hlídkové lodě 29. června 2002 potopily ve Žlutém moři hlídkovou loď třídy Chamsuri. To ukázalo potřebu zavedení modernizovaných plavidel této kategorie. Na stavbě třídy se podílí loděnice Hanjin Heavy Industries & Construction (HHIC) v Pusanu a STX Offshore & Shipbuilding (STX) v okresní Kosong v provincii Jižní Kjongsang. Celkem bylo postaveno 18 jednotek typu PKG-A, přičemž plánováno je 8 jednotek typu PKG-B. Do dubna 2014 bylo dodáno 15 jednotek této třídy.
Jednotky třídy Yoon Youngha:
| Jméno                   | Loděnice | Spuštěna        | Vstup do služby    | Status  |
| ----------------------- | -------- | --------------- | ------------------ | ------- |
| Yoon Youngha (PKG 711)  | HHIC     | 28. června 2007 | 17. prosince 2008  | aktivní |
| Han Sanggook (PKG 712)  | STX      | září 2009       | 14. září 2011      | aktivní |
| Jo Chunhyung (PKG 713)  | STX      | září 2009       | 14. září 2011      | aktivní |
| Hwang Dohyun (PKG 715)  | STX      | prosinec 2009   | 13. ledna 2012     | aktivní |
| Suh Hoowon (PKG 716)    | STX      | prosinec 2009   | 28. listopadu 2011 | aktivní |
| Park Donghyuk (PKG 717) | HHIC     | červenec 2010   | 28. listopadu 2011 | aktivní |
| Hyun Sihak (PKG 718)    | HHIC     | červenec 2010   |                    | aktivní |
| Jung Geungmo (PKG 719)  | HHIC     | listopad 2010   | 19. prosince 2011  | aktivní |
| Ji Deokchil (PKG 721)   | HHIC     | listopad 2010   | 19. prosince 2011  | aktivní |
| Lim Byeongrae (PKG 722) | STX      | listopad 2012   | září 2013          | aktivní |
| Hong Siuk (PKG 723)     | STX      | listopad 2012   | říjen 2013         | aktivní |
| Hong Daeseon (PKG 725)  | STX      | listopad 2012   | listopad 2013      | aktivní |
| Han Munsik (PKG 726)    | HHIC     | duben 2013      | ledna 2014         | aktivní |
| Kim ChangHak (PKG 727)  | HHIC     | duben 2013      | 28. února 2014     | aktivní |
| Park Dongjin (PKG 728)  | HHIC     | duben 2013      | 1. dubna 2014      | aktivní |
| Kim Soohyun (PKG 729)   | STX      | 30. dubna 2014  | 30. září 2014      | aktivní |
| Lee Byungchul (PKG 731) | STX      | 30. dubna 2014  | 28. listopadu 2014 | aktivní |
| Jeon Byeongik (PKG 732) | STX      | 24. června 2016 | 11. ledna 2018     | aktivní |

## Konstrukce

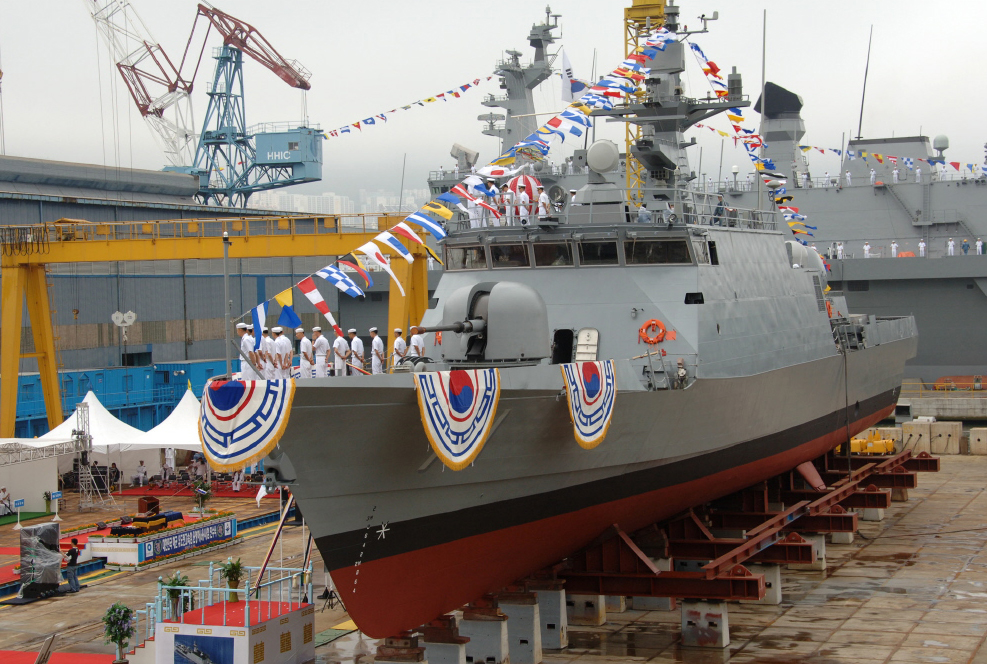
ROKS Yoon Youngha byl spuštěna

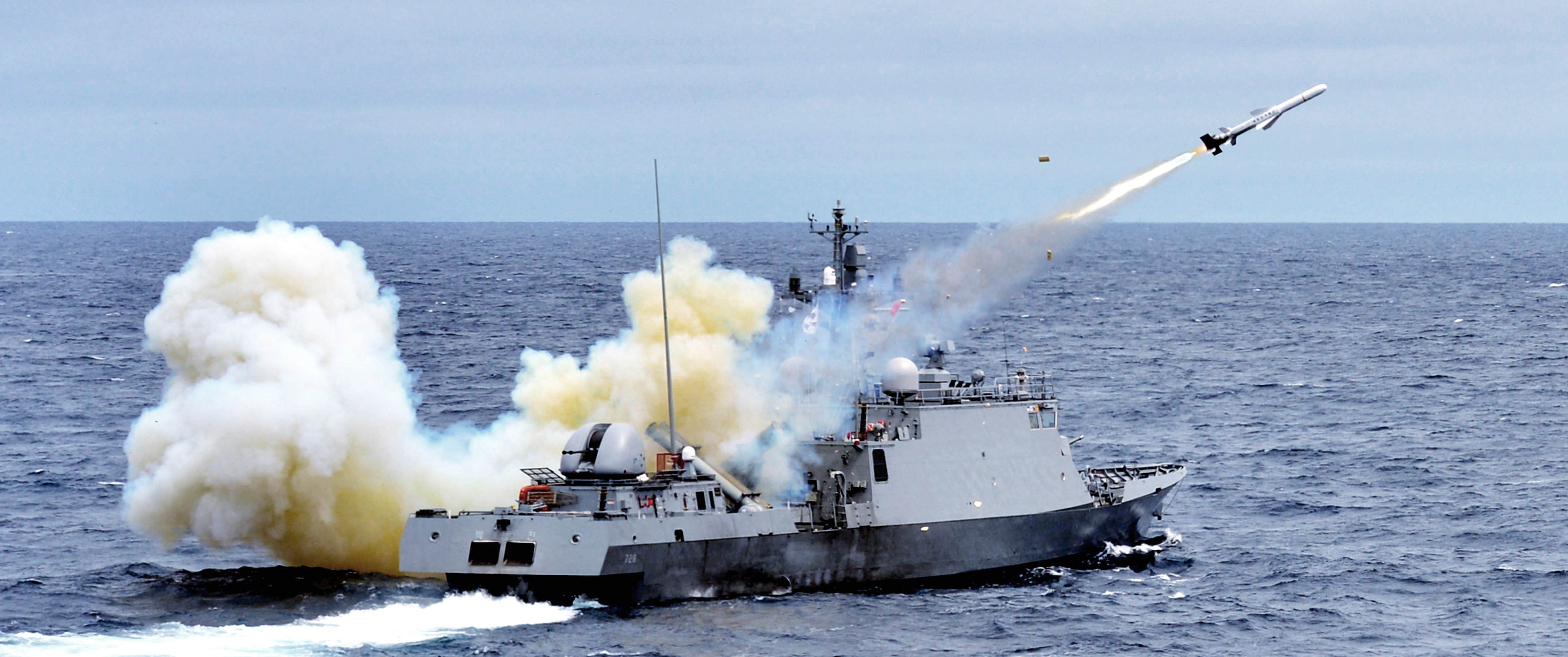
Vypuštění střely SSM-700K Hae Song z plavidla Park Dongjin (PKG 728)

Plavidla nesou jedno 76mm kanón K-76L/62 (kopii zbrojovky OTO Melara) na přídi, jedno 40mm dvoukanón Nobong na zádi a čtyři protilodní střely SSM-700K Hae Song. Pohonný systém je koncepce CODAG. Tvoří ho dva diesely STX-MTU 16V 1163 TB93, dvě turbíny General Electric LM500 (varianta leteckého motoru General Electric TF34) a tři vodní trysky.. Nejvyšší rychlost přesahuje 44 uzlů. Dosah je 2000 námořních mil při 15 uzlech.

### Modernizace
V roce 2024 společnost HJ Heavy Industries zahájila práce na programu modernizace této třídy. Její součástí má být mimo jiné modernizace bojového řídícího systému, radaru a dalších systémů, či integrace zbraňových stanic s 12,7mm kulomety K6 a nových klamných cílů. Modernizace všech osmnácti plavidel má proběhnout do roku 2030.